# ابرخانواده گیرنده‌های فاکتور نکروز تومور
ابرخانواده گیرنده‌های فاکتور نکروز تومور (انگلیسی: tumor necrosis factor receptor superfamily) یک ابرخانوادهٔ پروتئینی از گیرنده‌های سیتوکین است که قادرند از طریقِ یک دومین غنی از سیستئین، به فاکتور نکروز تومور اتصال یابند. به استثنای فاکتور رشد عصب، تمامی فاکتورهای نکروز تومور، هومولوگِ کهن‌الگویی فاکتور نکروز توموری آلفا هستند. بیشتر گیرنده‌های فاکتور نکروز تومور در شکل فعالشان کمپلکس‌های ساختاری سه‌تایی در غشاء سلول تشکیل می‌دهند.
گیرنده‌های فاکتور نکروز تومور بیشتر در فرایندهای آپوپتوز و التهاب دخالت دارند؛ اما در ترارسانی پیام، رشد، بقا و تمایز سلولی هم نقش دارند. این گیرنده‌ها در بسیاری از بافت‌ها و به‌خصوص در گلبول‌های سفید یافت می‌شوند.
عبارت گیرندهٔ مرگ به برخی از اعضای این خانواده همچون «TNFR1»، «گیرنده فاس»، «گیرنده مرگ ۴» و «گیرنده مرگ ۵» که حاوی دومین مرگ باشند گفته می شود.

## بیشتر بخوانید
- Kavurma MM, Tan NY, Bennett MR (2008). "Death receptors and their ligands in atherosclerosis". Arterioscler Thromb Vasc Biol. 28 (10): 1694–702. doi:10.1161/ATVBAHA.107.155143. PMID 18669890.
- Hatano, E. (2007). "Tumor necrosis factor signaling in hepatocyte apoptosis". J Gastroenterol Hepatol. 22: S43–44. doi:10.1111/j.1440-1746.2006.04645.x. PMID 17567463.